# Koboshi Bashi Kabuto
Der Koboshi Bashi Kabuto ist ein Helm, der von japanischen Samurai zu ihrer Rüstung (Yoroi) getragen wurde.

## Beschreibung
Der Koboshi Bashi Kabuto besteht aus Eisen. Er zählt zu den Multiplattenhelmen, seine Helmkalotte wird aus bis zu 120 tortenstückförmigen Teilen gebildet. Es gibt noch zwei andere Varianten des Helmes, den Suji Bashi Kabuto und den Hari Bashi Kabuto, die sich leicht unterscheiden. Im Unterschied zu den anderen Varianten sind hier die einzelnen Platten mit Rippen oder Graten an den Plattenrändern ausgestattet und mit einer Vielzahl von Nieten mit großen, leicht länglichen Köpfen versehen. Diese Nieten dienen zur Befestigung der Dekoration und bieten einen zusätzlichen Schutz vor Schwerthieben, da die Wucht eines Schlages durch die Nieten abgeschwächt wird. Auf der Oberseite des Kabuto ist eine Art Knopf (jap. Tehen-No-Kanamono) angebracht, der zur Befestigung der Platten dient.
Die zusätzliche Ausschmückung der Helme kann sehr stark variieren. Allgemein wird an den Helmen ein Seitenschutz (Fukigaeshi), ein Nackenschutz (Shikoro), eine Helmzier (Maedate) und ein Befestigungsband (Shinobi-O-Noh), um den Helm am Kopf zu fixieren. Zu dieser Helmart wurden oft Gesichtsmasken (Menpo) getragen. Die Helme wurden oft in verschiedenen Farben lackiert, dies diente zur Dekoration, aber auch um das Metall des Helmes vor Witterungseinflüssen zu schützen.